# Vicaría de Serón
La Vicaría de Serón era una comunidad de villa y tierra de la Extremadura castellana, cuya capital era la villa de Serón de Nágima. Con el nombre de Partido de Serón formaba parte de la Intendencia de Soria (situada en la actual provincia de Soria), en la región española de Castilla la Vieja (integrada actualmente en la comunidad autónoma de Castilla y León). Todo el territorio, junto con el de la Vicaría de Monteagudo, se encuentra incluido en la comarca de Las Vicarías.

## Lugares que comprendía
Entre paréntesis figura el municipio al que pertenecen.
| - Cañamaque. - Serón de Nágima. - Torlengua. - Valtueña (Monteagudo de las Vicarías). - Torre de Serón (Despoblado perteneciente a Bliecos) |

## Historia

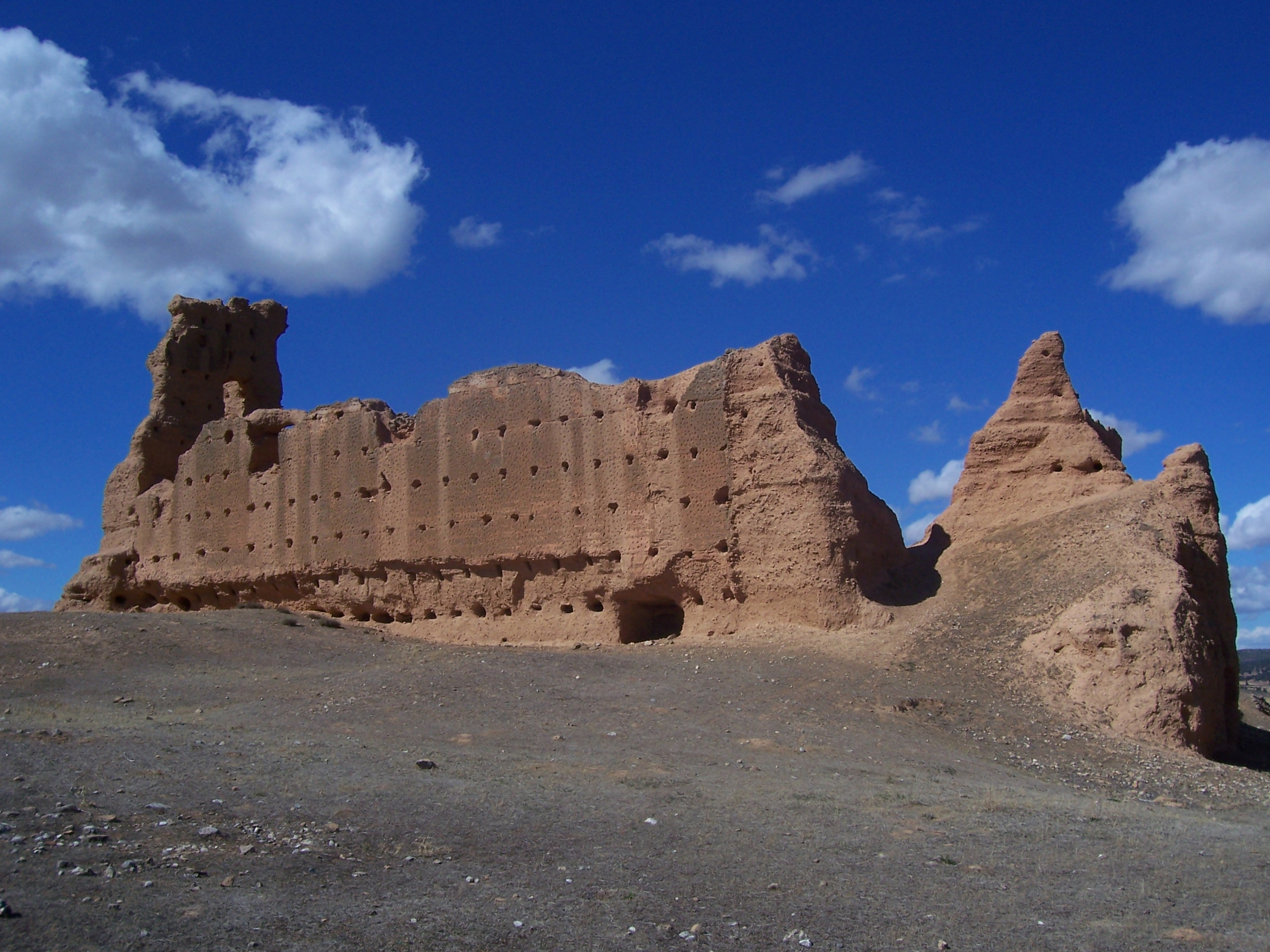
Castillo de Serón de Nágima

La Vicaría de Serón fue una de las dos históricas Vicarías. Junto con Monteagudo, Serón está ligado en el siglo XII directamente al Rey, que ejercía el derecho de Vicaría sobre estas fortalezas, derecho que delegaba en algún clérigo de confianza (vicario). Fernando IV le da Fuero en 1312. Fue plaza importante durante la guerra civil entre Pedro I el Cruel y Enrique de Trastámara; este último la otorgaría a Bertrand du Guesclin, comprándosela posteriormente. En el siglo XIV la Vicaría de Serón pasa a ser villa y señorío con la creación del Mayorazgo por el primer señor de Serón, Sancho de Rojas.